# الحرب البورمية السيامية (1568-1569)
كانت الحرب البورمية السيامية (1568–1569) نزاعًا عسكريًا نشب بين مملكة أيوثايا (في سيام) ومملكة بورما. بدأت الحرب في عام 1568 حين هاجمت أيوثايا دون نجاح فيتسانولوك، وهي دولة تابعة لبورما. تبع هذا الحدث تدخل بورمي أدى إلى هزيمة أيوثايا في 2 أغسطس 1569، وثم أصبحت أيوثايا دولة تابعة لبورما. ثم انتقلت بورما نحو مملكة لان سانغ، واحتلت البلاد لفترة قصيرة إلى أن تراجعت في عام 1570.

## خلفية تاريخية
في عام 1485، اغتصب مينجي نيو عرش مملكة تاونغو البورمية بعد قتل عمه. في السنوات التالية، تمكن مينجي نيو من الحفاظ على استقلال المملكة بينما قاد العديد من الحملات الناجحة أيضًا ضد دول مون. استفادت تاونغو أيضًا من انهيار مملكة آفا المهيمنة سابقًا، واستقبلت العديد من اللاجئين من الممالك المجاورة التي لم تكن قادرة على الحفاظ على أمن مواطنيها. في عام 1530، تُوّج تابينشويهتي ملكًا على تاونغو بعد وفاة والده. استمر تابينشويهتي في توسيع ملكيته، متجاوزًا مملكة هانتاودي وعزز وضع تاونغو بصفتها إمبراطورية.
بلغت الصراعات الداخلية للسيطرة على عرش أيوثايا (في سيام) بين سلالة سوفانافوم وسلالة أوتونغ ذروتها في عام 1546، بعد وفاة الملك تشيراشا. قُتل خليفة تشيراشا، وهو يوت فا، في عام 1548، مع تولي المتآمر خون تشينارات العرش. بعد 42 يومًا اغتيل تشينارات من قِبل النبلاء الموالين لسلالة سوفانافوم، والذين نصّبوا تشاكرافات، وهو قريب تشيراشا، ملكًا. استغل تابينشويهتي الاضطرابات الداخلية في أيوثايا من خلال التحريض على الصراع الأول بين البلدين. أدت الحرب البورمية السيامية (1547-1549) إلى استيلاء بورما على ساحل تيناسيريم العلوي وصولًا إلى داوي، بينما تمكنت أيوثايا من حماية باقي أراضيها.
اندلعت حرب بورمية سيامية ثانية في عام 1563. كان رفض مها تشاكرافات منح بينانغ، ملك بورما، اثنين من الفيلة البيضاء بمثابة ذريعة الحرب في الصراع. استولى البورميون أولًا على فيتسانولوك وساوانكالوك وكامفاينغ فيت وسوكاتاي، مما جعلها جميعًا بمثابة دول خاضعة، حارمةً أيوثايا من الحلفاء النافعين. نُهبت عاصمة أيوثايا بعد ذلك، في حين أُجبر مها تشاكرافات على أن يصبح راهبًا في باغو ببورما. ومع ذلك، سُمح له بعد فترة قصيرة بالعودة إلى وطنه في رحلة حج تخلى خلالها عن الكهنوت وعاد إلى السلطة.